# Chœur de Grenelle

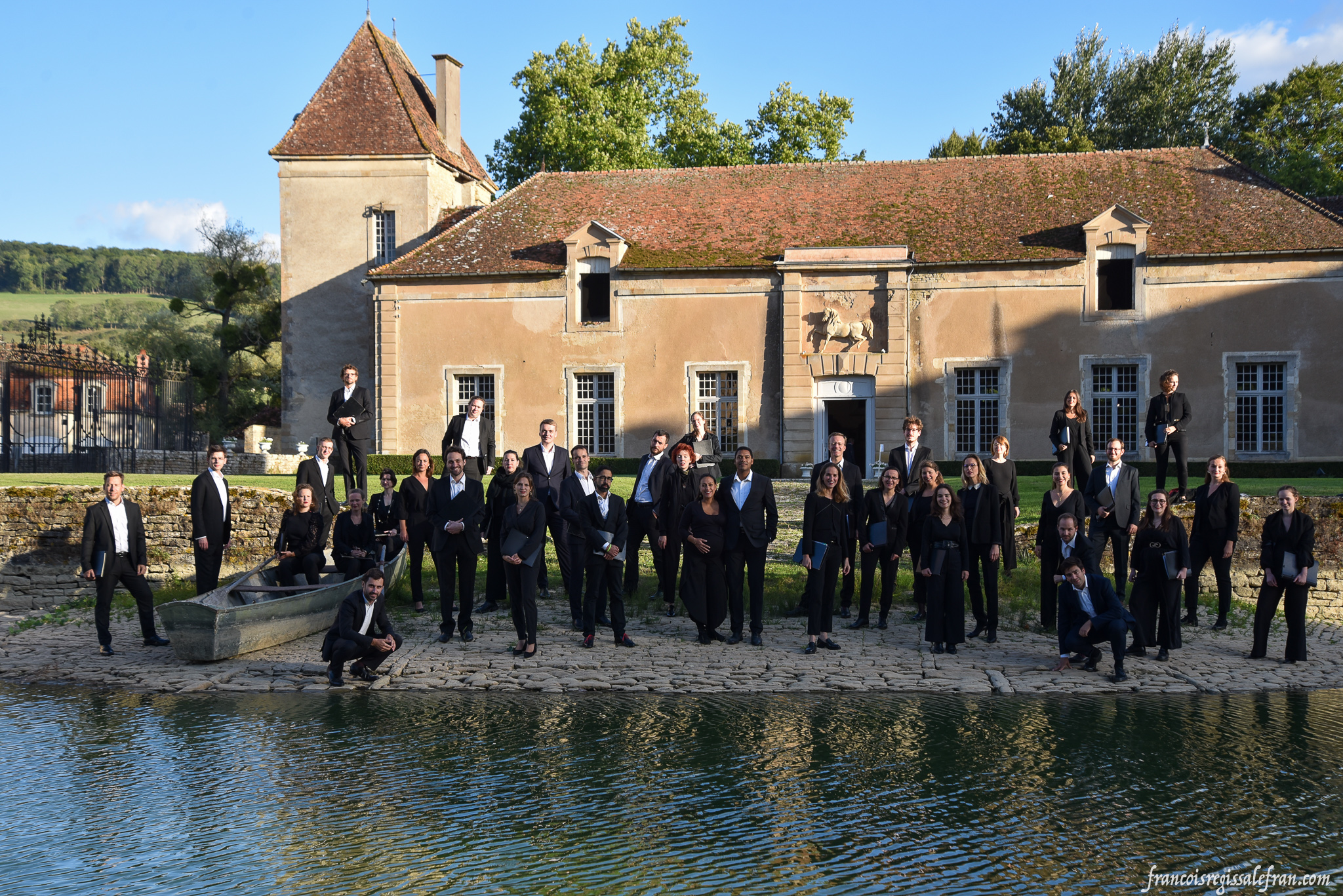

Le Chœur de Grenelle est un ensemble vocal parisien créé en 2007, spécialisé dans le chant choral a cappella, avec un répertoire s'étendant de la Renaissance à l'époque contemporaine.

## Présentation
Le Chœur de Grenelle est un ensemble vocal parisien créé en 2007 par Alix Dumon-Debaecker qui le dirige depuis. Spécialisé dans le chant choral a cappella, il interprète un répertoire s'étendant de la Renaissance à l'époque contemporaine, et souvent lié à une thématique particulière (ex : le chromatisme dans les madrigaux, la musique chorale américaine savante et populaire aux XXe et XXIe siècles…). Parmi les œuvres les plus emblématiques de son répertoire figure la Messe en Si de J.-S. Bach, ou encore la fresque Dark like me de Thierry Machuel.
Son effectif compte une trentaine de chanteurs expérimentés de niveau confirmé ou professionnel, issus notamment des maîtrises de Radio-France, de Bretagne, de Strasbourg, de Chartres et de Saint-Christophe-de Javel, mais aussi des Les Petits Chanteurs de Saint-Marc ou encore du Centre de musique baroque de Versailles, de l’Ensemble du Palais Royal, du Chœur de l'Orchestre de Paris et de différents conservatoires parisiens.
Outre ses prestations récurrentes au long de l’année, le Chœur de Grenelle fait régulièrement l’objet d’invitations dans le cadre d’événements musicaux divers : saison musicale du Théâtre du Ranelagh, Festival des grandes orgues de Saint-Germain-l’Auxerrois, Journées du Patrimoine au Musée Marmottan de Boulogne-Billancourt, tournée en Bavière, messes solennelles à la chapelle royale de Versailles, ou encore commémorations de la signature de l’Armistice du 11 novembre 1918 dans plusieurs villes de France et d’Italie. Le Chœur a également contribué à plusieurs enregistrements, notamment celui du Salve Regina pour La Garde de Vincent Laissy.
En 2016, le Chœur de Grenelle a enregistré son premier CD sous la direction artistique de Didier Louis. L’enregistrement comprend la Messe à quatre voix Delicta quis intelligit de Nicolas Pacotat (œuvre inédite), les Litanies à la Vierge de Paolo Lorenzani et deux motets de Guillaume Bouzignac.
En juin 2018, il crée le Boléro de Ravel pour chœur a cappella par le compositeur Thierry Machuel,,, sur un poème de Benoît Richter, enregistré en juillet 2021 sous la direction artistique de Lionel Sow.